# Dendrocnide latifolia
Dendrocnide latifolia là loài thực vật có hoa trong họ Tầm ma. Loài này được (Gaudich.) Chew mô tả khoa học đầu tiên năm 1965.